# Ноа Баумбак
Ноа Баумбак (англ. Noah Baumbach; нар. 3 вересня 1969, Бруклін, Нью-Йорк, США) — американський сценарист єврейського походження, кінорежисер, продюсер та актор.

## Біографія
Ноа Баумбак народився 3 вересня 1969 року в Нью-Йорку, США, в сім'ї критикині Джорджії Браун та письменника Джонатана Баумбака. Після закінеччня початкової школи, навчався з Midwood High School в Брукліні (закінчив у 1987-му році) та в коледжі Vassar College, який закінчив з почесним дипломом у 1991-му.
Кінематографічний дебют Баумбака відбувся у віці 26 років, коли він написав сценарій, а потім і поставив фільм про дорослішання «Забути і згадати», який тут же здобув популярність серед кінокритиків. Ця стрічка, в якій зіграли Джош Гемілтон та інші відомі американські актори, була представлена на Нью-Йорском кінофестивалі 1995 року. Видання «Newsweek» назвало Баумбака одним з «Десяти нових облич 1996 року».
Головний успіх до молодого кінематографіста прийшов у 2005 році, коли на американські екрани вийшла його напівавтобіографічна комедійна драма «Кальмар і кит»: це був усього лише його третій кінодосвід, але Баумбак вже отримав престижну номінацію на «Оскара» за оригінальний сценарій. У 2007 році режисер випускає нову комедійну драму під назвою «Марго на весіллі», в якому знялися його дружина Лі і лауреатка премії «Оскар» 2003 року Ніколь Кідман.
У 2017 році фільм Баумбака «Історії сім'ї Мейровіц» з Дастіном Гоффманом, Адамом Сендлером та Еммою Томпсон було відібрано для участі в основній конкурсній програмі 70-го Каннського міжнародного кінофестивалю.
У 2025 році трагікомедія Баумбака «Джей Келлі» увійшла до основної конкурсної програми 82-го Венеційського кінофестивалю.

## Особисте життя
З 2005-го до розлучення у 2013 році Ноа Баумбак перебував у шлюбі з акторкою Дженніфер Джейсон Лі (до весілля 3 вересня 2005 вони прожили разом 4 роки), від якої має сина.
Романтичні й творчі стосунки Баумбака з акторкою, сценаристкою і режисеркою Ґретою Ґервіґ почалися після знайомства на виробництві фільму «Ґрінберґ». У них двоє синів, народжених у 2019 і 2023 роках.

## Фільмографія

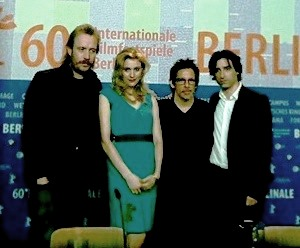
Члени акторської та знімальної груп фільму «Ґрінберґ» на Берлінале-2010

### Актор
| Рік  |   | Українська назва            | Оригінальна назва                  | Роль   |
| ---- | - | --------------------------- | ---------------------------------- | ------ |
| 1995 | ф | Забути і згадати            | Kicking and Screaming              | Денні  |
| 1997 | ф | Містер Ревнощі              | Mr. Jealousy                       | Арлісс |
| 1997 | ф | Вищий ступінь               | Highball                           | Філіп  |
| 2004 | ф | Водне життя зі Стівом Зіссу | The Life Aquatic with Steve Zissou | Філіп  |

### Сценарист
- 1995 — Забути і згадати / Kicking and Screaming
- 1997 — Містер Ревнощі / Mr. Jealousy
- 1997 — Вищий ступінь / Highball
- 2004 — Водне життя зі Стівом Зіссу / The Life Aquatic with Steve Zissou
- 2005 — Кальмар і кит / The Squid and the Whale
- 2007 — Марго на весіллі / Margot at the Wedding
- 2009 — Незрівнянний містер Фокс / Fantastic Mr. Fox
- 2010 — Грінберг / Greenberg
- 2011 — Як обікрасти хмарочос / Tower Heist
- 2012 — Мадагаскар 3 / Madagascar 3: Europe's Most Wanted
- 2012 — Френсіс Ха / Frances Ha
- 2012 — Поправки (ТБ) / The Corrections
- 2014 — Поки ми молоді / While We're Young
- 2015 — Пані Америка / Mistress America
- 2016 — Діти імператора / The Emperor's Children
- 2017 — Історії сім'ї Мейровіц / The Meyerowitz Stories
- 2019 — Шлюбна історія / Marriage Story
- 2022 — Білий шум / White Noise
- 2023 — Барбі / Barbie
- 2025 — Джей Келлі / Jay Kelly

### Режисер
- 1995 — Забути і згадати / Kicking and Screaming
- 1997 — Містер Ревнощі / Mr. Jealousy
- 1997 — Вищий ступінь / Highball
- 2005 — Кальмар і кит / The Squid and the Whale
- 2007 — Марго на весіллі / Margot at the Wedding
- 2009 — Грінберг / Greenberg
- 2012 — Френсіс Ха / Frances Ha
- 2014 — Поки ми молоді / While We're Young
- 2015 — Пані Америка / Mistress America
- 2017 — Історії сім'ї Мейровіц / The Meyerowitz Stories
- 2019 — Шлюбна історія / Marriage Story
- 2022 — Білий шум / White Noise
- 2025 — Джей Келлі / Jay Kelly

### Продюсер
- 2009 — Олександра Остання / Alexander the Last
- 2012 — Френсіс Ха / Frances Ha
- 2014 — Міс Переполох / She's Funny That Way
- 2014 — Поки ми молоді / While We're Young
- 2015 — Пані Америка / Mistress America
- 2019 — Шлюбна історія / Marriage Story
- 2025 — Джей Келлі / Jay Kelly

## Визнання
| Рік                                   | Категорія                       | Фільм                    | Результат |
| ------------------------------------- | ------------------------------- | ------------------------ | --------- |
| Спільнота кінокритиків Нью-Йорка      |                                 |                          |           |
| 1995                                  | Найкращий перший фільм          | Забути і згадати         | 3-є місце |
| 2005                                  | Найкращий сценарій              | Кальмар і кит            | Перемога  |
| Кінофестиваль «Санденс»               |                                 |                          |           |
| 2005                                  | Гран-прі журі                   | Кальмар і кит            | Номінація |
| 2005                                  | Приз за найкращий сценарій      | Кальмар і кит            | Перемога  |
| 2005                                  | Режисерський приз               | Кальмар і кит            | Перемога  |
| Національна рада кінокритиків США     |                                 |                          |           |
| 2005                                  | Найкращий оригінальний сценарій | Кальмар і кит            | Перемога  |
| Асоціація кінокритиків Торонто        |                                 |                          |           |
| 2005                                  | Найкращий сценарій              | Кальмар і кит            | Перемога  |
| Національна спілка кінокритиків США   |                                 |                          |           |
| 2006                                  | Найкращий сценарій              | Кальмар і кит            | Перемога  |
| Премія «Оскар»                        |                                 |                          |           |
| 2006                                  | Найкращий оригінальний сценарій | Кальмар і кит            | Номінація |
| Дублінське коло кінокритиків          |                                 |                          |           |
| 2006                                  | Нагорода Прорив                 | Кальмар і кит            | Перемога  |
| Товариство кінокритиків Сан-Франциско |                                 |                          |           |
| 2009                                  | Найкращий адаптований сценарій  | Незрівнянний містер Фокс | Перемога  |
| Берлінський міжнародний кінофестиваль |                                 |                          |           |
| 2010                                  | Золотий ведмідь                 | Грінберг                 | Номінація |
| Премія «Енні»                         |                                 |                          |           |
| 2010                                  | Найкращий сценарій              | Незрівнянний містер Фокс | Перемога  |
| Премія «Боділ»                        |                                 |                          |           |
| 2014                                  | Найкращий американський фільм   | Мила Френсіс             | Номінація |
| Каннський кінофестиваль               |                                 |                          |           |
| 2017                                  | Золота пальмова гілка           | Історії сім'ї Мейровіц   | Номінація |